# Haus Rötschke
Haus Rötschke liegt im Stadtteil Oberlößnitz der sächsischen Stadt Radebeul, in der Hoflößnitzstraße 15. Das heute unter Denkmalschutz stehende, betont einfach gestaltete Einfamilienhaus im sachlichen Heimatschutzstil war das von dem Radebeuler Architekten Friedrich Rötschke für sich selbst errichtete Gebäude.

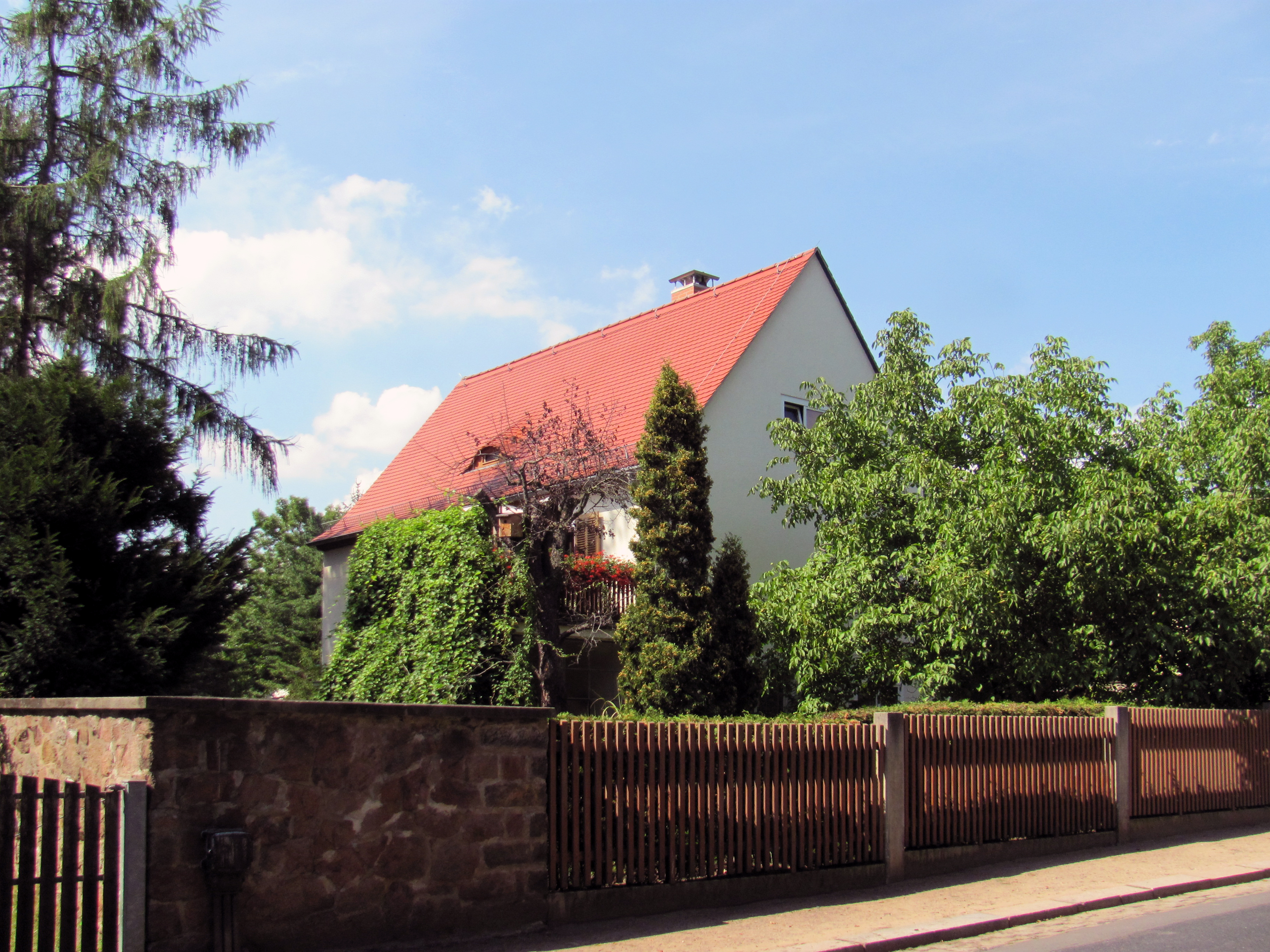
Haus Rötschke

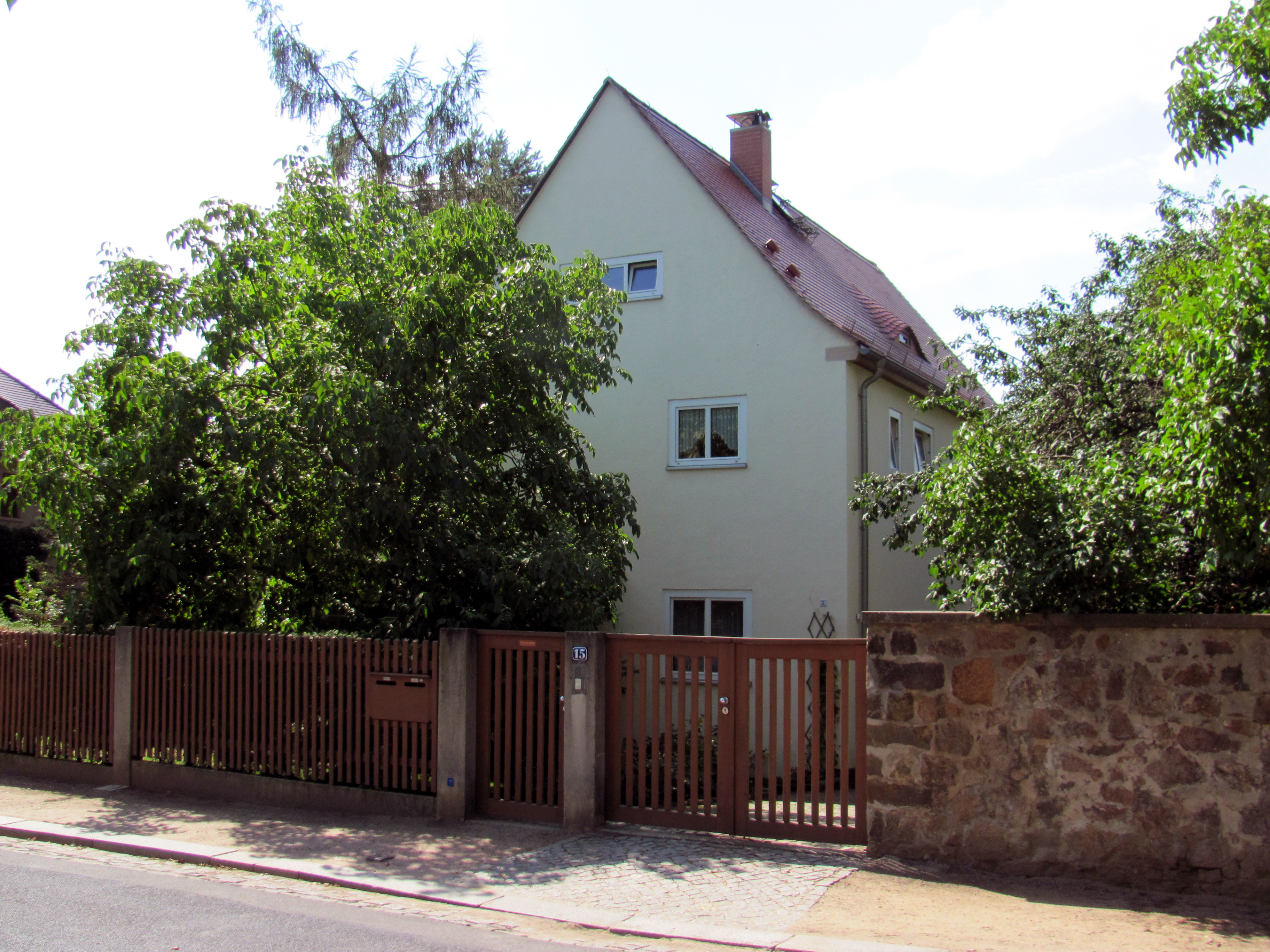
Haus Rötschke

## Beschreibung
Kurz nach seiner Promotion als Dr.-Ing. an der Technischen Hochschule Dresden beantragte der Architekt Rötschke, Mitglied im Bund Deutscher Architekten, im Juli 1932 den Bau dieses Hauses. Zusammen mit Emil Högg, mit dem er in den 1930er Jahren auch das Architekturbüro Högg & Rötschke betrieb, entwarf er den zweigeschossigen Putzbau mit einem Natursteinsockel sowie einem Satteldach mit je einer Fledermausgaube pro Seite.
Das im Mai 1933 fertiggestellte Haus steht mit der Giebelseite zur Straße, auf der Südseite liegt der Garten. Die ehemals mit Klappläden versehenen Rechteckfenster haben meist liegende Form. Auf der Südseite befinden sich ein Panoramafenster sowie ein Söller. Die Einfriedung wird von einem Staketenzaun gebildet.
Friedrich Rötschke (* 23. Juni 1891 in Bautzen; † 30. Juli 1969 in Radebeul) liegt auf dem Friedhof Radebeul-Ost begraben.